# Andi Grünenfelder
Andreas „Andi” Grünenfelder (ur. 17 września 1960 w Wangs) – szwajcarski biegacz narciarski, brązowy medalista olimpijski.

## Kariera
Startował na igrzyskach olimpijskich w Sarajewie w 1984 r. Tam jego najlepszym indywidualnym wynikiem było 6. miejsce w biegu na 50 km techniką klasyczną. Wraz z kolegami z reprezentacji zajął także 5. miejsce w sztafecie, a w biegach na 15 km techniką klasyczną oraz na 30 km techniką dowolną Grünenfelder lasował się w drugiej dziesiątce. Swój największy sukces w karierze osiągnął na igrzyskach olimpijskich w Calgary, gdzie wywalczył brązowy medal w biegu na 50 km stylem dowolnym. Lepsi od niego byli jedynie zwycięzca Gunde Svan ze Szwecji oraz drugi na mecie Włoch Maurilio De Zolt. Wraz z Jürgiem Capolem, Giachemem Guidonem i Jeremiasem Wiggerem zajął także 4. miejsce w sztafecie 4 × 10 km. Na późniejszych igrzyskach już nie startował.
W 1982 r. zadebiutował na mistrzostwach świata zajmując 20. miejsce w biegu na 15 km techniką dowolną podczas mistrzostw w Oslo. Na mistrzostwach świata w Seefeld in Tirol zajął 10. miejsce w biegu na 15 km oraz 12. miejsce w biegu na 30 km stylem klasycznym. Ponadto wraz z kolegami zajął 5. miejsce. Dwa lata później, podczas mistrzostw świata w Oberstdorfie był najbliżej medalu, zajmując 4. miejsce w biegu na 50 km techniką dowolną. Walkę o brązowy medal Grünenfelder przegrał ze Szwedem Torgnym Mogrenem. Mistrzostwa w Oberstdorfie były ostatnimi jego karierze.
Najlepsze wyniki w Pucharze Świata uzyskał w sezonie 1983/1984, kiedy to zajął 7. miejsce w klasyfikacji generalnej. Łącznie dwa razy stawał na podium zawodów Pucharu Świata, przy czym nigdy nie odniósł zwycięstwa. W 1988 r. zakończył sportową karierę.

## Osiągnięcia

### Igrzyska olimpijskie
| Miejsce | Dzień     | Rok  | Miejscowość | Konkurencja             | Czas biegu | Strata  | Zwycięzca            |
| ------- | --------- | ---- | ----------- | ----------------------- | ---------- | ------- | -------------------- |
| 19.     | 10 lutego | 1984 | Sarajewo    | 30 km stylem dowolnym   | 1:24:26,3  | +4:30,1 | Nikołaj Zimiatow     |
| 11.     | 13 lutego | 1984 | Sarajewo    | 15 km stylem klasycznym | 41:25,6    | +1:20,1 | Gunde Svan           |
| 5.      | 16 lutego | 1984 | Sarajewo    | Sztafeta 4 × 10 km      | 1:55:06,3  | +2:59,7 | Szwecja              |
| 6.      | 19 lutego | 1984 | Sarajewo    | 50 km stylem klasycznym | 2:15:55,8  | +3:50,4 | Thomas Wassberg      |
| DNF     | 15 lutego | 1988 | Calgary     | 30 km stylem klasycznym | 1:24:26,3  | -       | Aleksiej Prokurorow  |
| 35.     | 19 lutego | 1988 | Calgary     | 15 km stylem klasycznym | 41:18,9    | +4:16,6 | Michaił Diewiatjarow |
| 4.      | 22 lutego | 1988 | Calgary     | Sztafeta 4 × 10 km      | 1:43:58,6  | +2:17,7 | Szwecja              |
| 3.      | 27 lutego | 1988 | Calgary     | 50 km stylem dowolnym   | 2:04:30,9  | +1:31,0 | Gunde Svan           |

### Mistrzostwa świata
| Miejsce | Dzień       | Rok  | Miejscowość      | Konkurencja             | Czas biegu | Strata  | Zwycięzca        |
| ------- | ----------- | ---- | ---------------- | ----------------------- | ---------- | ------- | ---------------- |
| 20.     | 23 lutego   | 1982 | Oslo             | 15 km stylem dowolnym   | 38:52,5    | ?       | Oddvar Brå       |
| 9.      | 28 lutego   | 1982 | Oslo             | Sztafeta 4 × 10 km      | 1:52:21,0  | +6:32,6 | Norwegia · ZSRR  |
| 12.     | 18 stycznia | 1985 | Seefeld in Tirol | 30 km stylem klasycznym | 1:18:24,1  | +2:34,7 | Gunde Svan       |
| 10.     | 22 stycznia | 1985 | Seefeld in Tirol | 15 km stylem klasycznym | 40:42,7    | +1:40,9 | Kari Härkönen    |
| 5.      | 24 stycznia | 1985 | Seefeld in Tirol | Sztafeta 4 × 10 km      | 1:52:21,0  | +1:36,7 | Norwegia         |
| 5.      | 17 lutego   | 1987 | Oberstdorf       | Sztafeta 4 × 10 km      | 1:38:04,0  | +2:39,0 | Szwecja          |
| 4.      | 21 lutego   | 1987 | Oberstdorf       | 50 km stylem dowolnym   | 2:11:27,2  | +1:59,4 | Maurilio De Zolt |

### Puchar Świata

#### Miejsca w klasyfikacji generalnej
- sezon 1981/1982: 67.
- sezon 1982/1983: 10.
- sezon 1983/1984: 7.
- sezon 1984/1985: 20.
- sezon 1985/1986: 26.
- sezon 1986/1987: 12.
- sezon 1987/1988: 20.

#### Miejsca na podium
| Nr | Dzień     | Rok  | Miejscowość | Konkurencja             | Czas biegu | Pozycja | Strata  | Zwycięzca  |
| -- | --------- | ---- | ----------- | ----------------------- | ---------- | ------- | ------- | ---------- |
| 1. | 7 marca   | 1984 | Fairbanks   | 15 km stylem klasycznym | ?          | 2.      | ?       | Gunde Svan |
| 2. | 27 lutego | 1988 | Calgary     | 50 km stylem dowolnym   | 2:04:30,9  | 3.      | +1:31,0 | Gunde Svan |